# Simplified
| Оценки критиков | Оценки критиков |
| Источник        | Оценка          |
| --------------- | --------------- |
| Allmusic        | [ 1 ]           |
| PopMatters      | [ 2 ]           |

Simplified — студийный альбом британской группы Simply Red, выпущенный в 2005 году. Основу альбома составили перезаписанные версии старых хитов группы и четыре новые песни: «Perfect Love» и её альтернативная версия — «My Perfect Love», кавер-версия песни Леона Рассела «A Song for You» и «Smile».

## Список композиций
1. «Perfect Love» (Мик Хакнелл) — 3:13
2. «Something Got Me Started[англ.]» (Хакнелл/Фриц Макинтайр[англ.]) — 3:45
3. «Holding Back the Years» (Хакнелл) — 4:19
4. «More» (Хакнелл) — 4:19
5. «A Song for You» (Леон Расселл/Хакнелл) — 4:08
6. «Your Mirror[англ.]» (Хакнелл) — 4:15
7. «Fairground[англ.]» — 5:15
8. «My Perfect Love» (Хакнелл) — 3:38
9. «Smile» (Хакнелл/Иэн Киркхэм[англ.]) — 3:10
10. «Sad Old Red» (Хакнелл) — 5:45
11. «For Your Babies» (Хакнелл) — 4:25
12. «Ev'ry Time We Say Goodbye[англ.]» (Коул Портер) — 3:06

## Синглы
- «Perfect Love» (Октябрь 2005)
- «Something Got Me Started» / «A Song for You» (Январь 2006)

## Участники записи
Музыканты на обложке альбома представлены без указания музыкальных инструментов, на которых они играли. Сам Хакнелл  в титрах указан не был.
- Сара Браун
- Антеа Кларк
- Дэйв Клэйтон
- Саймон Хэйл
- Джефф Холройд
- Марк Джеймс
- Ди Джонсон
- Джон Джонсон
- Иэн Киркхэм
- Пит Левинсон
- Стив Левинсон
- Крис Де Маргери
- Рочи
- Кевин Робинсон
- Дэнни Саксон
- Кэндзи Судзуки
- Энди Райт[англ.]
- Гото Ясики